# Chasmataspidida
Chasmataspidida ist eine ausgestorbene Ordnung innerhalb der Kieferklauenträger (Chelicerata).

## Merkmale
Chasmataspidida sind echte Kieferklauenträger mit einem kurzen, breiten Sklerit (1. opisthosomales Segment), gefolgt von einem dreisegmentierten Preabdomen (Segmente 2–4) und einem neunsegmentierten Postabdomen (Segmente 5–13).

## Fundorte
Arten der Ordnung Chasmataspidida wurden in Nordamerika (Tennessee), Europa (Deutschland und Schottland) und Russland gefunden.

## Systematik
Einige Autoren ordnen die Chasmataspidida nicht einer Klasse zu, da die Monophylie der Merostomata fragwürdig und die basalen Beziehungen innerhalb der Euchelicerata kontrovers sind. Chasmataspidida teilen viele Gemeinsamkeiten mit Xiphosura (Schwertschwänze) und Eurypterida (Seeskorpione) und werden daher von Anderson & Seldon 1997 von den Xiphosura getrennt. Die von Starabogatov aufgestellte Überordnung Chasmataspidiformii entspricht der Ordnung Chasmataspidida und die Ordnung Chasmataspidiformes der Familie Chasmataspididae, ebenso wie die von Bergström aufgestellte Überfamilie Chasmataspidacea. Ein jüngeres Synonym der Ordnung ist Diploaspidida Simonetta & Delle Cave, 1978.
Man unterscheidet zurzeit zwei Familien mit sieben Arten in sechs Gattungen:
- Chasmataspididae Caster & Brooks, 1956
  - Chasmataspis Caster & Brooks, 1956
    - Chasmataspis laurencii Caster & Brooks, 1956
- Diploaspididae Størmer, 1972
(= Heteroaspididae Størmer, 1972)
  - Achanarraspis Anderson, Dunlop & Trewin, 2000
    - Achanarraspis reedi Anderson, Dunlop & Trewin, 2000

  - Diploaspis Størmer, 1972
(= Heteroaspis Størmer, 1972)
    - Diploaspis casteri Størmer, 1972
 (= Heteroaspis novojilovi Størmer, 1972)
    - Diploaspis muelleri Poschmann, Anderson & Dunlop, 2005

  - Forfarella Dunlop, Anderson & Braddy, 1999
    - Forfarella mitchelli Dunlop, Anderson & Braddy, 1999

  - Loganamaraspis Tetlie & Braddy, 2004
    - Loganamaraspis dunlopi Tetlie & Braddy, 2004

  - Octoberaspis Dunlop, 2002
    - Octoberaspis ushakovi Dunlop, 2002

Ungeklärt ist noch, ob es sich bei dem aus Sibirien stammenden Eurypterus stoermeri Novojilov, 1959 möglicherweise doch um ein Vertreter von Chasmataspidida handelt.